# Потапов, Игорь Михайлович
Игорь Михайлович Потапов — российский политический деятель, экс-глава администрации муниципального образования Город Новомосковск Тульской области.

## Биография
Игорь Михайлович родился 2 февраля 1960 года в городе Новомосковск.

### Образование
Обучался в школе № 18.
Закончил Новомосковский строительный техникум по специальности «Промышленно-гражданское строительство».
В 1997 году закончил Тульский государственный университет по специальности «Финансы и кредит».

### Служба
С 1979 по 1981 год служил в пограничных войсках КГБ СССР.

### Карьера
В 80-х годах работал оператором на заводе крупных панелей треста домостроения, прорабом совхоза «Пронь», мастером по ремонту и эксплуатации наружных сетей и очистных сооружений Пронского спиртового завода.
В 1991 года начальник отдела снабжения строительного монтажно-наладочного кооператива «Старт».
В 1994 году директор товарищества с ограниченной ответственностью «Орех». Затем — индивидуальный предприниматель.
В настоящее время занимается предпринимательской деятельностью.

### Государственная служба
В 2001 году выбран депутатом Новомосковского муниципального совета.
В 2005 году вновь избран муниципальным депутатом. Местными депутатами выбран главой муниципального образования Новомосковский район.
В 2005 году стал секретарем политсовета Новомосковского местного отделения партии «Единая Россия».
В 2007 году в Московской академии экономики и права защитил диссертацию на соискание ученой степени кандидат экономических наук на тему «Совершенствование организационно-экономического обеспечения формирования и реализации промышленной политики на субрегиональном уровне».
С 13 ноября 2008 по апрель 2009 года глава администрации Муниципального образования город Новомосковск.

### Благотворительность
Занимался активной спонсорской и благотворительной деятельностью. Помогал Новомосковскому благочинию Тульской епархии.

### Семья
Женат, 2 сына.

## Награды
Награжден орденом «За заслуги» в обеспечении национальной безопасности, наградным знаком-медалью «Честь и Польза» Международного Благотворительного Фонда «Меценаты столетия», общественной неправительственной медалью «Столетие подводных сил России», медалью «90 лет ВЧК-КГБ-ФСБ».

## Судебный процесс
2 апреля 2009 года в ходе совместных следственно-оперативных действий УФСБ по Тульской области и СУ СК при прокуратуре РФ по Тульской области Игорь Потапов был задержан. Он подозревался в совершении преступления по статье 286, часть 2 (превышение должностных полномочий). По версии следствия, Николай Минаков (глава Муниципального образования) и Игорь Потапов незаконно требовали безвозмездной передачи пяти квартир, находящихся в собственности ООО «МегаКом», входящей в группу компаний «Новомосковский строитель». В отношении задержанных было возбуждено уголовное дело.
29 марта 2010 года Игорю Потапову был вынесен обвинительный приговор за совершение указанных преступлений и ему было назначено наказание по совокупности преступлений в виде лишения свободы на срок 3 года условно с испытательным сроком 3 года с лишением права занимать выборные должности в органах местного самоуправления на срок 3 года и штрафом в размере 50 тысяч рублей.
Данный приговор из-за мягкости назначенного наказания по кассационному представлению прокуратуры Тульской области был отменен судебной коллегией по уголовным делам Тульского областного суда.
При повторном рассмотрении уголовного дела, 9 июля 2010 года, судом Игорю Потапову назначено наказание в виде 4 лет 6 месяцев лишения свободы условно, с испытательным сроком 4 года, с лишением права занимать выборные должности в органах местного самоуправления на срок 3 года.
Кроме того, суд признал Игоря Потапова виновным в использовании заведомо подложного документа - диплома о высшем образовании. Благодаря фальшивому диплому Потапов, фактически не имеющий высшего образования, смог незаконно принять участие и победить в 2008 году в конкурсе на замещение должности главы администрации муниципального образования город Новомосковск.